# Internationale Friedensfahrt 1957

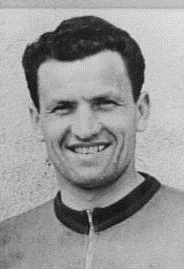
Tour-Sieger: Nentscho Christow (Bulgarien)

Die 10. Internationale Friedensfahrt 1957 (französisch Course de la paix) war ein Straßenradrennen, das vom 2. bis zum 15. Mai ausgetragen wurde. Das Etappenrennen führte von Prag über Ost-Berlin nach Warschau und wurde in der Einzelwertung von dem Bulgaren Nentscho Christow gewonnen. In der Mannschaftswertung siegte das Team der DDR.

## Teilnehmer
Für die Jubiläumstour hatten nur 14 Länder gemeldet, 1956 hatten noch 24 Teams teilgenommen. Diesmal fehlten unter anderem die Bundesrepublik Deutschland, Österreich, die Schweiz und die Niederlande. Jedes teilnehmende Land startete mit sechs Fahrern, sodass das Feld am Start in Prag aus 84 Aktiven bestand.
| - Belgien - Bulgarien - Dänemark - DDR - England - Finnland - Frankreich | - Jugoslawien - Polen - Rumänien - Schweden - Sowjetunion (UdSSR) - Tschechoslowakei (ČSR) - Ungarn |

Das Aufgebot der DDR bildeten:
Wolfgang Braune, Günter Grünwald, Roland Henning, Lothar Meister II, Gustav-Adolf Schur und Helmut Stolper.

## Strecke
Das in zwölf Etappen unterteilte Rennen zwischen Prag über Ost-Berlin nach Warschau erstreckte sich über 2220 Kilometer. Die längste Etappe war 229 Kilometer lang und führte am achten Renntag von Ost-Berlin nach Görlitz. Die Schlussetappe von Łódź nach Warschau war mit 140 Kilometern am kürzesten. Zwischen Brünn und Karl-Marx-Stadt waren vier Bergetappen zu bewältigen.

## Rennverlauf
Es war das Rennen des Bulgaren Nentscho Christow. Bereits nach der zweiten Etappe trug er das Gelbe Trikot des in der Einzelwertung Führenden. Er verlor es für einen Tag auf der neunten Etappe an den sowjetischen Fahrer Wiktor Kapitonow, holte es sich mit einem Gewaltritt am zehnten Renntag wieder zurück und trug es danach unangefochten bis zum Ziel in Warschau. Stan Brittain aus England konnte zwei und Louis Proost aus Belgien drei Etappensiege erringen. Die belgische Mannschaft gewann sechs Etappen, die Hälfte aller Tageswertungen. Den DDR-Fahrern gelang kein Etappensieg, Bester des Teams wurde Günter Grünwald als Achter mit 19:51 Minuten Rückstand auf Christow. Von den 84 gestarteten Fahrern erreichten 63 das Ziel in Warschau.
Trotz der sechs Etappensiege reichte es in der Mannschaftswertung für Belgien nur zum vierten Platz. Um die Blauen Trikots entbrannte auf der Schlussetappe ein heftiger Kampf zwischen Polen und der DDR. Die Polen hatten bis dahin auf acht Tagesabschnitten geführt und gingen mit fünf Minuten Vorsprung vor der DDR als Zweiter ins Finale. Mit einer taktischen Meisterleistung durch zwei Ausreißversuche von Braune und Schur gelang es den DDR-Fahrern, den Polen über zwölf Minuten abzunehmen und die Friedensfahrt zu gewinnen.
| Etappe | Start – Ziel               | Etappen- länge | Etappensieger                     | Zeit (h) | km/h |
| 01.    | Prag – Brünn               | 224 km         | Axel Öhgren (Schweden)            | 6:02:46  | 36,9 |
| 02.    | Brünn – Tábor              | 177 km         | Stan Brittain (England)           | 5:07:39  | 41,4 |
| 03.    | Tabor – Prag               | 160 km         | Nentscho Christow (Bulgarien)     | 4:10:21  | 38,5 |
| 04.    | Prag – Karlsbad            | 174 km         | Louis Proost (Belgien)            | 4:52:22  | 35,5 |
| 05.    | Karlsbad – Karl-Marx-Stadt | 140 km         | Louis Proost (Belgien)            | 3:48:29  | 36,5 |
| 06.    | Karl-Marx-Stadt – Leipzig  | 165 km         | Vlastimil Ružička (CSR)           | 4:24:18  | 37,3 |
| 07.    | Leipzig – Ost-Berlin       | 207 km         | Guillaume Van Tongerloo (Belgien) | 5:16:57  | 39,0 |
| 08.    | Ost-Berlin – Görlitz       | 229 km         | Willy Butzen (Belgien)            | 5:30:35  | 41,6 |
| 09.    | Görlitz – Breslau          | 188 km         | Stan Brittain (England)           | 4:10:11  | 45,0 |
| 10.    | Breslau – Kattowitz        | 201 km         | Willy Butzen (Belgien)            | 4:54:16  | 40,8 |
| 11.    | Kattowitz – Łódź           | 215 km         | Louis Proost (Belgien)            | 5:32:56  | 38,6 |
| 12.    | Łódź – Warschau            | 140 km         | Anatoli Tscherepowitsch (UdSSR)   | 3:13:54  | 43,2 |

## Endresultate
| Einzelwertung | Einzelwertung           | Einzelwertung | Einzelwertung |
| ------------- | ----------------------- | ------------- | ------------- |
|               | Fahrer                  | Mannschaft    | Zeit          |
| 01.           | Nentscho Christow       | Bulgarien     | 58:01:19 h    |
| 02.           | Stan Brittain           | England       | + 6:27 min    |
| 03.           | Wiktor Kapitonow        | UdSSR         | + 11:37 min   |
| 04.           | Louis Proost            | Belgien       | + 13:52 min   |
| 05.           | Bernard Pruski          | Polen         | + 15:00 min   |
| 06.           | Rolf Hiller             | Schweden      | + 15:22 min   |
| 07.           | Joseph Boudon           | Frankreich    | + 19:02 min   |
| 08.           | Günter Grünwald         | DDR           | + 19:51 min   |
| 09.           | Veselin Petrović        | Jugoslawien   | + 20:49 min   |
| 10.           | Helmut Stolper          | DDR           | + 22:35 min   |
| 11.           | Gustav-Adolf Schur      | DDR           | + 23:48 min   |
| 12.           | Willy Butzen            | Belgien       | + 24:13 min   |
| 13.           | Anatoli Tscherepowitsch | UdSSR         | + 30:44 min   |
| 14.           | Constantin Dumitrescu   | Rumänien      | + 31:48 min   |
| 15.           | Karl-Magnus Amell       | Schweden      | + 33:53 min   |
| 16.           | Grzegorz Chwiendacz     | Polen         | + 35:47 min   |
| 17.           | Wolfgang Braune         | DDR           | + 37:16 min   |
| 18.           | Roland Henning          | DDR           | + 37:44 min   |
| 19.           | Lothar Meister II       | DDR           | + 37:54 min   |
| 20.           | Owen Blower             | England       | + 38:11 min   |
| …             |                         |               |               |
| 63.           | Mihály Csikós           | Ungarn        | + 7:52:04 h   |

| Mannschaftswertung | Mannschaftswertung | Mannschaftswertung | Mannschaftswertung |
| ------------------ | ------------------ | ------------------ | ------------------ |
|                    | Mannschaft         | Zeit               |                    |
| 01.                | DDR                | 174:34:55 h        |                    |
| 02.                | Polen              | + 7:14 min         |                    |
| 03.                | Sowjetunion        | + 9:52 min         |                    |
| 04.                | Belgien            | + 12:22 min        |                    |
| 05.                | Schweden           | + 21:37 min        |                    |
| 06.                | England            | + 46:39 min        |                    |
| 07.                | Frankreich         | + 1:02:04 h        |                    |
| 08.                | Rumänien           | + 1:12:19 h        |                    |
| 09.                | Bulgarien          | + 1:21:10 h        |                    |
| 10.                | Dänemark           | + 1:35:06 h        |                    |
| 11.                | Jugoslawien        | + 1:55:19 h        |                    |
| 12.                | Tschechoslowakei   | + 3:23:09 h        |                    |
| 13.                | Ungarn             | + 6:43:20 h        |                    |
| 14.                | Finnland           | + 8:25:30 h        |                    |